# Richard Sherman (football américain)
Pour les articles homonymes, voir Sherman.
(en) Statistiques sur pro-football-reference
Richard Sherman, né le 30 mars 1988 à Compton, est un joueur américain de football évoluant au poste de cornerback pour les Buccaneers de Tampa Bay.

## Biographie

### Carrière universitaire
Richard Sherman rejoint l'université Stanford en 2006 et commence par jouer au poste de wide receiver pour le Cardinal de Stanford. Doté d'une importante pointe de vitesse (avec un record de 10,77 secondes au 100 mètres), il réceptionne 47 passes en deux ans, avant de subir une importante blessure du genou en 2008. Il revient la saison suivante, mais est déplacé au poste de cornerback, où il collecte durant ses deux dernières années 112 plaquages et 6 interceptions.

### Carrière professionnelle
Il est drafté à la 154e position (cinquième tour) en 2011 par les Seahawks de Seattle.
Bien qu'il ne soit titulaire que pour dix matchs sur seize durant sa saison de rookie, il réalise de bonnes performances en terminant avec 55 plaquages, 4 interceptions, un fumble forcé et 17 passes détournées. Cela lui permet d'être sélectionné au sein de l'équipe rookie de l'année.
Il s'impose par la suite et forme la Legion of Boom, un groupe de défenseurs réputés des Seahawks.
Il se révèle réellement durant la saison 2012 en étant l'un des acteurs de la très bonne saison des Seahawks. Devenu titulaire indiscutable, il collecte 64 plaquages, mais surtout 8 interceptions (dont une retournée pour un touchdown), 3 fumbles forcés et 24 passes détournées. N'étant pas sélectionné au Pro Bowl par les fans, il est considéré comme l'un des absents les plus étonnants. Il est toutefois désigné pour son premier All Pro par l'Associated Press. Il se révèle aussi cette saison-là par son talent pour la controverse : il n'hésite pas en effet à bousculer verbalement le quarterback Tom Brady, ou à se donner le surnom d'Optimus Prime après avoir éteint Calvin Johnson, dont le surnom est Megatron, au cours d'un match contre les Lions de Détroit.
Après la saison 2016, en avril 2017, les Seahawks annoncent officiellement que Sherman est disponible pour un échange. Le joueur annonce comprendre les intentions de sa franchise et qu'il n'a pas de problème avec son équipe.
À la fin de la saison 2017, il signe aux 49ers de San Francisco, retournant ainsi dans la région de la baie de San Francisco. Il indique par la suite que « la présence de Jimmy Garoppolo a eu une grosse influence sur [son] choix », comme l'entraîneur chef Kyle Shanahan. Toutefois, il avait permis à l'organisation des Seahawks de s'aligner sur le contrat ; proposition qui a été déclinée.
Depuis 2017, il fait partie du comité exécutif de la National Football League Players Association en compagnie de joueurs comme Adam Vinatieri, Benjamin Watson, Lorenzo Alexander, Mark Herzlich, Sam Acho, Michael Thomas, Thomas Morstead, Russell Okung et Zak DeOssie.